# Schadeburg
Die Schadeburg, auch Haus Schadeburg und Emscherschloss genannt, war eine Wasserburg in der Nähe der Emscher im Herner Stadtteil Börnig. Die Anlage befand sich dort, wo heute die evangelische Kirche Börnigs steht. Bei den Bauarbeiten für den Kirchenbau sind Grundmauern der alten Burg entdeckt worden. Außer diesen  nicht kenntlich gemachten Fundamenten, ist von der ritterlichen Schadeburg nichts mehr erhalten. Nur die Straßenbezeichnung „Schadeburgstraße“ erinnert noch daran, genauso wie das "Stadion an der Schadeburg" des ansässigen Fußballvereins VfB Herne-Börnig 1919 e. V.

## Geschichte
Die wechselvolle Geschichte der Schadeburg zeigt, dass sie nicht, wie man dies zunächst vermuten konnte, schon im Dreißigjährigen Krieg zerstört wurde, sondern noch lange stand und erst Anfang des 20. Jahrhunderts unter den Abrisshammer kam.
Die Anlage besaß mehrere Türme, wobei ein Turm polygonal gewesen zu sein scheint, während der vordere Turm ein Rundturm war.
Die Schadeburg wurde in der 880 bis 890 geschriebenen Werdener Urbar-Handschrift als Abgabenpflichtiger erwähnt.
Die ersten Besitzer der einstigen Niederungsburg waren die Herren von Düngelen aus Castrop, zu dem Börnig gehörte, bis es 1928 mit der Landgemeinde Sodingen nach Herne eingemeindet wurde. Bernhardus von Schadeburg de Düngeln wurde 1320 erwähnt. An der Grenze zur Grafschaft Mark brauchte das Erzbistum Köln die Hilfe der Düngelen. Zu den Grenzfesten zählten unter anderem auch die Henrichenburg, Haus Bladenhorst, Haus Goldschmieding und die Wasserburg Gysenberg, die um 1500 zum Schloss umgebaut wurde. 
Johann von Alstede, Herr zur Schadeburg, wurde 1545 urkundlich erwähnt. Seine Familie war mit den Herren von Gysenberg verwandt. Der Adelssitz gelangte danach zunächst an die vestische Familie von Raesfeld, dann an die Herren von Pieck und von Syburg zu Wischlingen, bevor er um 1750 durch Heirat an die Familie von Pallant gelangte.
Der Besitz, zu dem noch sieben Bauernhöfe und Kotten gehörten, umfasste 117 Morgen; er ging Anfang des 19. Jahrhunderts an den Hagener Landrichter Pütter über. Juliane Wülfing aus Hagen und der Landrat Reinhard David Wiethaus aus Hamm waren die nächsten Besitzer. Die Freifrau von der Recke aus Duisburg verkaufte das Anwesen schließlich 1907 an den Bochumer Verein, der kurz darauf die Siedlung Teutoburgia darauf errichten ließ.
Ab 1927 errichtete die Evangelische Kirchengemeinde Börnig ein Gemeindeheim mit Schwesternstation, Kindergarten, Nähschule und Vereinsräumen in den Wirtschaftsgebäuden des ehemaligen adligen Gutes. 
Im Frühjahr 1943 erhielt die Schadeburg mehrere Treffer durch Brandbomben. 
1965 wurden das Schadeburg-Wohnhaus, ein Fachwerkbau aus dem 17. Jahrhundert, und ein Teil der früheren Stallungen abgebrochen.